# Cour de district des États-Unis
Voir également District judiciaire fédéral des États-Unis
Les cours de district des États-Unis ou cours fédérales de district (en anglais, United States District Courts) sont les tribunaux de première instance du système judiciaire fédéral américain en matière de droit commun.

Carte des limites des cours d’appel des États-Unis (distinguées par des couleurs différentes) et des cours de district des États-Unis. Les limites des cours de district sont marquées en traits pointillés à l'intérieur des limites d'État (en traits continus)

Au nombre de 94 (dont 89 pour les 50 États fédérés et 5 pour le district de Columbia et les territoires ultramarins), ces cours tranchent les litiges civils et criminels selon les règles du droit coutumier et écrit (common law et statute law), d'equity et de droit maritime.

## Description et histoire
Les premières cours de district sont créées par le Judiciary Act, loi du Congrès adoptée le 24 septembre 1789, au cours de la première session du premier Congrès des États-Unis. Un tribunal des faillites des États-Unis est associé à chaque tribunal de district. Les juges nommés par le président des États-Unis bénéficient des protections de l'article III de la Constitution américaine et sont donc nommés à vie. D'autres appelés juges-magistrats sont recrutés localement et assistent les premiers dans leur travail, sans bénéficier de la nomination à vie.
Il n’existe aucune obligation constitutionnelle d’existence de tribunaux de district : les tribunaux fédéraux de district n'étaient pas prévus par la Constitution. En effet, après la ratification de la Constitution, certains opposants à un pouvoir fédéral fort ont insisté pour que, en dehors des territoires placées sous le contrôle direct du fédéral, comme Washington DC et les territoires non incorporés, le système judiciaire fédéral soit limité à la Cour suprême qui entendrait les appels des tribunaux étatiques. Ce point de vue n’a toutefois pas prévalu et le premier Congrès a créé le système des tribunaux fédéraux de district qui est toujours en place.
On trouve au moins une cour par État et leur nombre va jusqu’à quatre pour la Californie, le Texas ou l'État de New York ; on en trouve également une dans le District de Columbia. Pour les territoires non incorporés, on en compte une respectivement pour Puerto Rico, les Îles Vierges américaines, Guam et les Îles Mariannes du Nord.
Le nom officiel d'une cour de district est « cour de district des États-Unis pour... » (the United States District Court for...), suivi du nom du district, par exemple la « cour de district des États-Unis pour le district sud de New York » (United States District Court for the Southern District of New York).
Chacune des cours de district relève de l’une des treize Cours d'appel fédérales des États-Unis, qui jugent donc en appel les affaires traitées en première instance par les cours de district.

## Autres cours fédérales de première instance
Il existe d’autres cours de première instance fédérales qui ont compétence à l’échelle nationale sur certains types d’affaires spécialisées, mais la cour de district peut avoir une compétence partagée sur bon nombre de ces affaires.
La Cour du commerce international des États-Unis traite des affaires concernant le commerce international et les questions douanières. La Cour fédérale des réclamations des États-Unis a compétence exclusive sur la plupart des demandes de dommages-intérêts contre les États-Unis, y compris les différends sur les contrats fédéraux, les expropriations de biens privés par le gouvernement fédéral et les poursuites pour préjudice sur une propriété fédérale ou par un employé fédéral. La Cour de l’impôt des États-Unis a compétence sur les déterminations contestées des impôts avant l’évaluation.

### Source
- (en) Cet article est partiellement ou en totalité issu de l’article de Wikipédia en anglais intitulé « United States district court » (voir la liste des auteurs).